# Sons and Daughters
Sons and Daughters es un grupo de rock procedente de Glasgow, Escocia.

## Biografía
Adele Bethel y David Gow eran músicos de gira de la banda Arab Strap en 2001, cuando decidieron formar su propia banda junto con Ailidh Lennon, siendo originalmente una creación de Adele Bethel. 
Posteriormente se integró Scott Paterson como voz de respaldo , cuyo ingreso terminó por reforzar a la banda.
Su primer lanzamiento fue Love the Cup con una duración de 25 minutos, que fue financiado por la banda e inicialmente comercializado por la firma Ba Da Bing Records en 2003 y luego relanzado cuando Sons and Daughters firmaron para Domino en el 2004.
Su álbum debut, The Repulsion Box fue lanzado en junio de 2005. El álbum presenta sonidos más crudos que mostraban el espíritu indómito de la banda, nutrido de los juegos vocales chico-chica entre Adele y Scott.
En febrero de 2006 la banda fue invitada a un tour junto a Morrissey en la primera etapa de su tour por el Reino Unido.
Su tercer álbum , This Gift, producido por Bernard Butler, fue lanzado el 28 de enero de 2008. La crítica ha respondido favorablemente al desempeño del estilo de la banda.

## Miembros
- Adele Bethel - Voz, Guitarra, piano (2001-2012)
- David Gow - Batería (2001-2012)
- Ailidh Lennon - Bajo, piano (2001-2008 y 2009-2012)
- Scott Paterson - Voz de respaldo, guitarra (2002-2012)

Otros
- Graeme Smilie - bajo (2008) (Bajista durante el Tour de 2008, ya que cubría la licencia por maternidad de Ailidh Lennon)

## Discografía

### Álbumes
- 2003: Love the Cup
- 2005: The Repulsion Box
- 2008: This Gift
- 2011: Mirror Mirror

### Sencillos
| Year | Canción               | Álbum             |
| ---- | --------------------- | ----------------- |
| 2008 | "Darling/This Gift"   | This Gift         |
| 2007 | "Gilt Complex"        | This Gift         |
| 2005 | "Taste the Last Girl" | The Repulsion Box |
| 2005 | "Dance Me In"         | The Repulsion Box |
| 2004 | "Johnny Cash"         | Love The Cup      |

## Otros datos
- La vocalista principal, Adele Bethel, es vegetariana.
- "Blood" del álbum Love the Cup, fue incluida en un capítulo de la serie televisiva Weeds  (T1E04 - 2005).
- La bajista Ailidh Lennon está casada con Roddy Woomble de la banda escocesa Idlewild.
- Adele Bethel y David Gow tocaron en la banda Arab Strap antes de la formación de Sons and Daughters.
- La banda ha acompañado a Throwing Muses en su tour del 2003.
- La banda ha acompañado a Franz Ferdinand en su tour.
- La canción 'Gilt Complex' está includia en el videojuego EA Sports' NHL 09.